# Baby Folies
Baby folies est une série télévisée d'animation française au style enfantin créée par Serge Rosenzweig et Claude Prothée, diffusée à partir du 29 novembre 1993 sur Canal+, et en 1995 sur France 2.

## Synopsis
Les aventures d'une ville de bébés : Baby Cities, où les bébés vivent avant leur naissance et leur livraison par les cigognes.

## Personnages
- Bogard : Détective en imperméable, ayant pour ennemi juré Scrogneugneu et pour amour secret Baby Lauren. Il rêve de pouvoir emmener cette dernière sur son tricycle.
- Scrogneugneu : Savant fou ayant pour ultime but de devenir "père noël à la place du père noël".
- Baby Papone : Bébé chef de bande.
- Les Galopins : Petites mains au service de Baby Papone.
- Baby Crooner : Joueur de Piano au Milk Bar.
- Executive Baby : Gérante du magasin de jouets et de bonbons. C'est la seule à se déplacer à quatre pattes, mais ça ne choque personne.
- Baby Lauren : Bébé "lolita" de Baby City.
- Baby Amadéus : Prodige musical.
- Bébé Déha : Le présentateur de la Babychannel.
- Bébé Monsieur le maire : Le maire, habillé avec un haut-de-forme et une écharpe tricolore.
- Bébé Narque : Le fonctionnaire de la mairie.
- Hyper Bébé : Le super-héros qui vole avec une cape.

Plusieurs bébés sont des références évidentes à des personnages célèbres, comme Baby Papone (Al Capone), Baby Bogard (Humphrey Bogart) ou encore Baby Amadeus (Mozart).

## Voix françaises
- Marine Boiron : Executive baby
- Pierre Laurent : Al Papone / Bébé Oscar / Bébé M. le maire
- Jean-Claude Donda : Bogey / Scrogneugneu / Crooner / Sigmund / Albert
- Marie Christine Robert, Jean-Pierre Denys, Antoine Doignon : voix additionnelles

## Fiche Technique
- Nom original : Baby Folies
- Réalisation : Denis Olivieri
- Auteurs : Serge Rosenzweig, Claude Prothée
- Scénaristes : Claude Prothée
- Musiques : Gérald Olivieri, Xavier Cobo
- Origine :  France
- Maisons de production : Les Cartooneurs Associés, Antenne 2, Canal+, C2A

## Épisodes
1. Tétine de la fortune
2. Scrutin pour un galopin
3. Nounours connexion
4. Concerto pour un canard
5. Bébé Sigmund est un génie
6. Love stories à Baby City
7. De l'eau dans le lolo
8. L'émeute de Noël
9. Bébé Albert et Mister Lolo
10. Le retour de bébé Diogène
11. Le mondial de Baby City
12. Le Bébé crooner show
13. Mystère Mystère et boule de Noël
14. Opération pâté de nuage
15. Bébé Boggy blues
16. La malédiction du démon vert
17. Vive le sport
18. Ouragan sur Super Biberon
19. L'enfance de l'art
20. Air Biberon
21. Baby Air Force
22. Trop poli pour être Papone
23. Promotion sur les bébés
24. Tétine en orbite
25. Un nounours dans le tiroir
26. Uppercut premier âge
27. La nuit des bébés d'or
28. Les bébés s'en vont en guerre
29. Super héros à la pelle
30. Réquisition en chaîne
31. Bébé Narque va trop loin
32. La grande parade
33. Coup de tête pour Hyper Baby
34. Dow Jones Junio à la baisse
35. Brelan de galopins
36. Règlement de comptes à Hochet Baby
37. Bébé Emile met dans le mille
38. 100.000 tétines au soleil
39. Aux urnes les bébés
40. Le grand rallye de Baby City
41. Nounours Kong
42. La fièvre monte à Baby City
43. Bébés volants non identifiés
44. Bébé Jedi et Arrheu D2
45. Baby Lauren, star dans le vent
46. Dure, dure, la vie de star
47. Lolautoroute à péage
48. Les grands travaux
49. Toujours prêt mon bébé
50. Couches dirigeantes dans la tourmente
51. La médaille
52. Le procès de Scrogneugneu